# Mark Clattenburg
Mark Clattenburg (Consett, Durham, 1975. március 13.–) angol nemzetközi labdarúgó-játékvezető. Polgári foglalkozása villanyszerelő

## Pályafutása
A labdarúgással a Cramlington High School iskolában ismerkedett meg, majd a South Northumberland egyesületben játszott. A New Hartley Cricket Club Northumberlandban rendszeresen krikettezik.
Játékvezetésből 1990-ben Edinburghban vizsgázott. Az Edinburghi labdarúgó-szövetség által üzemeltetett bajnokságokban asszisztensként kezdte sportszolgálatát. 1993–1994 között a Észak Football League asszisztense és játékvezetője, majd 1994–1999 között csak játékvezető. Az FA Játékvezető Bizottságának (JB) minősítésével 1999-től a Football League asszisztense, 2000-től játékvezetője. Első National League mérkőzését 25 évesen vezette, ami a második világháború után angol korrekord. 2004-től a Premier League profi játékvezetője.  2008-ban a FA JB kijelölte a FA-kupa döntő találkozó vezetésére, de egy bírósági tárgyaláson - ahol a nagy értékű autójának megrongálása miatt folyt eljárás - kiderül, hogy több helyre nagy összeggel tartozik, ezért a JB felfüggesztette - nyolc hónapig tartott - szakmai tevékenységét, amíg nem rendezi tartozásait. Visszahelyezve pozíciójába, a Manchester City FC–Bolton Wanderers FC találkozó irányításával folytatta pályafutását. Premier League  mérkőzéseinek száma: 275 (2004. 8. 21.–2016. 5. 15.). Vezetett kupadöntők száma: 3.
| Időpont             | Helyszín                    | Mérkőzés típusa                 | Mérkőzés                     | Eredmény | Nézők száma |
| ------------------- | --------------------------- | ------------------------------- | ---------------------------- | -------- | ----------- |
| 2000. augusztus 12. | B2net Stadion, Chesterfield | első National League mérkőzése  | Chesterfield FC–York City FC | 4 – 1    |             |
| 2015. szeptember 8. | Selhurst Park, London       | első Premier League mérkőzése   | Crystal Palace FC–Észtország | 1 – 3    | 23 666      |
| 2016. május 15.     | Emirates Stadion, London    | utolsó Premier League mérkőzése | Arsenal FC–Aston Villa FC    | 4 – 0    | 60 007      |

A FA JB több alkalommal küldte kupadöntő vezetésére.
| Időpont             | Helyszín                   | Mérkőzés típusa                   | Mérkőzés                                      | Eredmény | Nézők száma |
| ------------------- | -------------------------- | --------------------------------- | --------------------------------------------- | -------- | ----------- |
| 2007. április 16.   | Anfield Stadion, Liverpool | FA Youth Cupa döntő első mérkőzés | Liverpool akadémia–Manchester United akadémia | 1 – 2    | 19 518      |
| 2007. április 26.   | Old Trafford, Manchester   | FA Youth Cupa döntő 2. mérkőzés   | Manchester United akadémia–Liverpool akadémia | 0 – 1    | 24 347      |
| 2013. augusztus 11. | Wembley Stadion, London    | FA szuperkupa döntő               | Wigan Athletic FC–Manchester United FC        | 0 – 2    | 80 235      |

Az Angol labdarúgó-szövetség JB terjesztette fel nemzetközi játékvezetőnek, a Nemzetközi Labdarúgó-szövetség (FIFA) 2006-tól tartja nyilván bírói keretében. A FIFA JB központi nyelvei közül a angolt beszéli. Több nemzetek közötti válogatott (Labdarúgó-világbajnokság, Labdarúgó-Európa-bajnokság, Olimpiai játékok), illetve Intertotó-kupa, UEFA-kupa, Európa-liga valamint UEFA-bajnokok ligája klubmérkőzést vezetett, vagy működő társának 4. bíróként segített. Az angol nemzetközi játékvezetők rangsorában, a világbajnokság-Európa-bajnokság sorrendjében többedmagával az 5. helyet foglalja el 15 találkozó szolgálatával. Európában a legtöbb válogatott mérkőzést vezetők rangsorában többed magával,  25 (2007. február 7.–2016. július 10.) találkozóval tartják nyilván. Vezetett kupadöntők száma: 2.
A 2011-es U20-as labdarúgó-világbajnokságon a FIFA JB bíróként foglalkoztatta.
| Időpont             | Helyszín                                             | Mérkőzés típusa              | Mérkőzés                                  | Eredmény | Nézők száma |
| ------------------- | ---------------------------------------------------- | ---------------------------- | ----------------------------------------- | -------- | ----------- |
| 2011. július 30.    | El Campín Stadion, Bogotá                            | csoportmérkőzés (A. csoport) | Mali–Dél-Korea                            | 0 – 2    | 28 000      |
| 2011. augusztus 4.  | Metropolitano Roberto Meléndez Stadion, Barranquilla | csoportmérkőzés (E. csoport) | Brazília–Panama                           | 4 – 0    | 15 820      |
| 2011. augusztus 9.  | El Campín Stadion, Bogotá                            | egyik nyolcaddöntő           | Kolumbia–Costa Rica                       | 3 – 2    | 36 016      |
| 2011. augusztus 17. | Hernán Ramírez Villegas Stadion, Pereira             | egyik elődöntő               | Brazil U20-as labdarúgó-válogatott–Mexikó | 2 – 0    | 29 812      |

A 2013-as U17-es labdarúgó-világbajnokságon a FIFA JB bíróként vette igénybe szolgálatát.
| Időpont           | Helyszín                         | Mérkőzés típusa              | Mérkőzés                         | Eredmény | Nézők száma |
| ----------------- | -------------------------------- | ---------------------------- | -------------------------------- | -------- | ----------- |
| 2013. október 20. | Marcel Saupin Stadion, Abu-Dzabi | csoportmérkőzés (A. csoport) | Egyesült Arab Emírségek–Brazília | 1 – 6    | 8200        |
| 2013. október 25. | Al-Rashid Stadion, Dubaj         | csoportmérkőzés (E. csoport) | Argentína–Kanada                 | 3 – 0    | 10 120      |

A 2014-es labdarúgó-világbajnokságon a FIFA JB játékvezetőként alkalmazta. Selejtező mérkőzéseket az UEFA zónában vezetett.
2012-ben a FIFA JB bejelentette, hogy a lehetséges játékvezetőinek átmeneti listájára jelölte. A szűkített keretnek már nem volt tagja.
| Időpont              | Helyszín                     | Mérkőzés típusa                     | Mérkőzés           | Eredmény | Nézők száma |
| -------------------- | ---------------------------- | ----------------------------------- | ------------------ | -------- | ----------- |
| 2012. szeptember 11. | Ramat Gan Stadion, Ramat Gan | (2014 vb) előselejtező (F. csoport) | Izrael–Oroszország | 0 – 4    | 28 131      |
| 2012. március 26.    | Amsterdam ArenA, Amszterdam  | (2014 vb) előselejtező (D. csoport) | Hollandia–Románia  | 4 – 0    | 47 496      |

A 2009-es U21-es labdarúgó-Európa-bajnokság selejtező sorozatában vezette a találkozót.
| Időpont            | Helyszín       | Mérkőzés típusa           | Mérkőzés                 | Eredmény |
| ------------------ | -------------- | ------------------------- | ------------------------ | -------- |
| 2009. november 13. | ETO Park, Győr | kvalifikáció (3. csoport) | Magyarország–Olaszország | 2–0      |

A 2008-as labdarúgó-Európa-bajnokságon, a 2012-es labdarúgó-Európa-bajnokságon, valamint a 2016-os labdarúgó-Európa-bajnokságon az UEFA JB játékvezetőként foglalkoztatta.
| Időpont              | Helyszín                               | Mérkőzés típusa                     | Mérkőzés                                               | Eredmény | Nézők száma |
| -------------------- | -------------------------------------- | ----------------------------------- | ------------------------------------------------------ | -------- | ----------- |
| 2007. szeptember 12. | Atletion Stadion, Aarhus               | (2008 eb) előselejtező (F. csoport) | Liechtenstein–Dánia                                    | 0 – 4    | 20 000      |
| 2010. szeptember 3.  | D. Afonso Henriques Stadion, Guimarães | (2012 eb) előselejtező (H. csoport) | Portugália–Ciprus                                      | 4 – 4    | 9 100       |
| 2011. október 7.     | Olimpiai Stadion, Helsinki             | (2012 eb) előselejtező (E. csoport) | Finnország–Svédország                                  | 1 – 2    | 23 257      |
| 2014. szeptember 7.  | Karaiszkákisz Stadion, Pireusz         | (2016 eb) előselejtező (F. csoport) | Görögország–Román labdarúgó-válogatott                 | 0 – 1    | Zárt kapuk  |
| 2014. október 16.    | GSP Stadion, Nicosia                   | (2016 eb) előselejtező (B. csoport) | Ciprusi labdarúgó-válogatott–Andorra                   | 5 – 0    | 6078        |
| 2015. március 31.    | Teddy Stadion, Jeruzsálem              | (2016 eb) előselejtező (B. csoport) | Izraeli labdarúgó-válogatott–Belgium                   | 0 – 1    | 29 750      |
| 2015. szeptember 5.  | Otkrityije Aréna, Moszkva              | (2016 eb) előselejtező (G. csoport) | Orosz labdarúgó-válogatott–Svéd labdarúgó-válogatott   | 1 – 0    | 43 768      |
| 2015. október 8.     | Municipal Stadion, Braga               | (2016 eb) előselejtező (I. csoport) | Portugál labdarúgó-válogatott–Dán labdarúgó-válogatott | 1 – 0    | 29 860      |
| 2015. október 13.    | Nemzeti Stadion, Ta’ Qali              | (2016 eb)velőselejtező (H. csoport) | Málta–Horvátország                                     | 0 – 1    | 5835        |
| 2016. június 13.     | Parc Olympique Lyonnais, Lyon          | csoportmérkőzés (E. csoport)        | Belga labdarúgó-válogatott–Olaszország                 | 0 – 2    | 55 408      |
| 2016. június 17.     | Stade Geoffroy-Guichard, Saint-Étienne | csoportmérkőzés (D. csoport)        | Csehország–Horvát labdarúgó-válogatott                 | 2 – 2    | 38 376      |
| 2016. június 25.     | Stade Geoffroy-Guichard, Saint-Étienne | egyik nyolcaddöntő                  | Svájc–Lengyelország                                    | 1 – 1    | 44 342      |
| 2016. július 10.     | Stade de France, Saint-Denis           | döntő                               | Portugál labdarúgó-válogatott–Franciaország            | 0 – 0    | 75 868      |

A 2012. évi nyári olimpiai játékokon a FIFA JB mérkőzésvezetőnek alkalmazta. Az olimpiai döntők közül 16. európaiként, 4. angolként a 23. döntő találkozót vezette. Angol játékvezetőként John Lewis, William Ling és Arthur Ellis után 4. alkalommal vezetett döntőt.
| Időpont             | Helyszín                 | Mérkőzés típusa              | Mérkőzés                                     | Eredmény | Nézők száma |
| ------------------- | ------------------------ | ---------------------------- | -------------------------------------------- | -------- | ----------- |
| 2012. július 29.    | Old Trafford, Manchester | csoportmérkőzés (C. csoport) | Egyiptom–Új-Zéland                           | 1 – 1    | 50 050      |
| 2012. augusztus 4.  | Wembley Stadion, London  | egyik negyeddöntő            | Mexikó–Szenegál                              | 4 – 2    | 81 855      |
| 2012. augusztus 11. | Wembley Stadion, London  | döntő                        | Brazília–Mexikói U23-as labdarúgó-válogatott | 1 – 2    | 86 162      |

Az Emirates-kupa labdarúgó-tornán a FIFA JB bíróként foglalkoztatta.
| Időpont            | Helyszín                 | Mérkőzés típusa         | Mérkőzés                   | Eredmény | Nézők száma |
| ------------------ | ------------------------ | ----------------------- | -------------------------- | -------- | ----------- |
| 2009. augusztus 1. | Emirates Stadion, London | csoportmérkőzés, 1. nap | Arsenal–Atlético de Madrid | 2 – 1    | 54 224      |
| 2008. augusztus 3. | Emirates Stadion, London | csoportmérkőzés, 2. nap | Arsenal FC–Real Madrid CF  | 1 – 0    | 51 000      |

Az Európai Labdarúgó-szövetség (UEFA) JB küldése értelmében 2008-ban az MTK Budapest FC–Fenerbahçe SK 2008–2009-es UEFA-bajnokok ligája selejtező visszavágóját vezette volna, de a FA kérésére letiltották a vezetésről. 2015-től az UEFA-bajnokok ligája kiemelt mérkőzésre az UEFA JB  4. játékvezetőnek elit bírót küld. A 4. bíró egyik feladata, hogy játékvezetői sérülésnél továbbvezesse a találkozót.
| Időpont             | Helyszín                        | Mérkőzés típusa            | Mérkőzés                          | 4. (tartalék) játékvezető | Eredmény | Nézők száma |
| ------------------- | ------------------------------- | -------------------------- | --------------------------------- | ------------------------- | -------- | ----------- |
| 2014. augusztus 12. | Cardiff City Stadion, Cardiff   | UEFA-szuperkupa döntő      | Real Madrid CF–Sevilla FC         | Darren England            | 2 – 0    | 30 854      |
| 2016. május 28.     | Giuseppe Meazza Stadion, Milánó | UEFA-bajnokok ligája döntő | Real Madrid CF–Atlético de Madrid | Kassai Viktor             | 1 – 0    | 71 942      |